# Varossa
La Varossa és una vall pirinenca de mitja muntanya i alhora un parçan o comarca d'Occitània  que formà part històricament del comtat del Comenge (Gascunya).
Segons la proposta de divisió territorial d'Occitània del diari Jornalet, basada en l'obra de Frederic Zégierman Le Guide des pays de France, la Varossa estaria ubicada a la regió de la Gascunya, subregió del Comenge.
Actualment pertany administrativament al departament francès dels Alts Pirineus, situant-se a l'est del mateix, tot i que manté estrets lligams geogràfics i econòmics amb el districte de Sent Gaudenç, al departament veí de l'Alta Garona.
Es considera que geogràficament La Varossa comprèn la vall formada pel riu Ossa, un afluent esquerra de la Garona, i la petita vall de Siradan.
Les principals poblacions de La Varossa són Loras i Maulion de Varossa.

## Toponímia
El mot Varossa prové del topònim gascó Vath Orsa (vall de l'Ossa), en referència a la vall del riu Ossa.

## Patrimoni arquitectònic i cultural
La Varossa perpetua una tradició ancestral als seus municipis: la festa del foc del solstici d'estiu, compartida només en un nombre limitat de localitats del Pirineu central a l'Aragó, Catalunya, el Luishonés i Andorra.